# Ricardo Valente
Ricardo Jorge Oliveira Valente, noto semplicemente come Ricardo Valente (Porto, 3 aprile 1991), è un calciatore portoghese, attaccante del Leixões.

## Caratteristiche tecniche
È un'ala sinistra.

## Carriera
Cresciuto nelle giovanili di Porto e Leixões, ha trascorso diverse stagioni fra la seconda e la terza divisione portoghese fino a quando, nel gennaio 2015, è stato acquistato dal Vitória Guimarães.
Debutta nella massima serie il 10 gennaio nel match perso 3-0 contro il Benfica. La prima rete arriva la giornata successiva, quando apre le marcature nella vittoria per 4-0 sull'Académica.

## Statistiche

### Presenze e reti nei club
Statistiche aggiornate al 3 giugno 2017.
| Stagione                 | Squadra                  | Campionato               | Campionato | Campionato | Coppe nazionali | Coppe nazionali | Coppe nazionali | Coppe continentali | Coppe continentali | Coppe continentali | Altre coppe | Altre coppe | Altre coppe | Totale | Totale |
| Stagione                 | Squadra                  | Comp                     | Pres       | Reti       | Comp            | Pres            | Reti            | Comp               | Pres               | Reti               | Comp        | Pres        | Reti        | Pres   | Reti   |
| ------------------------ | ------------------------ | ------------------------ | ---------- | ---------- | --------------- | --------------- | --------------- | ------------------ | ------------------ | ------------------ | ----------- | ----------- | ----------- | ------ | ------ |
| 2010-2011                | Esmoriz                  | 2D                       | 23         | 2          | TP+TL           | 0               | 0               |                    | -                  | -                  |             | -           | -           | 23     | 2      |
| 2011-2012                | Aliados Lordelo          | 2D                       | 24         | 7          | TP+TL           | 0               | 0               |                    | -                  | -                  |             | -           | -           | 24     | 7      |
| 2012-2013                | Fafe                     | 2D                       | 27         | 5          | TP+TL           | 2+0             | 1+0             |                    | -                  | -                  |             | -           | -           | 29     | 6      |
| 2013-2014                | Feirense                 | SL                       | 30         | 1          | TP+TL           | 3+3             | 0               |                    | -                  | -                  |             | -           | -           | 36     | 1      |
| 2014-2015                | Leixões                  | SL                       | 18         | 9          | TP+TL           | 0+4             | 0+2             |                    | -                  | -                  |             | -           | -           | 22     | 11     |
| 2014-2015                | Vitória Guimarães        | PL                       | 16         | 8          | TP+TL           | 0+1             | 0               |                    | -                  | -                  |             | -           | -           | 17     | 8      |
| 2015-2016                | Vitória Guimarães        | PL                       | 31         | 5          | TP+TL           | 0+1             | 0+1             | UEL                | 2                  | 0                  |             | -           | -           | 34     | 6      |
| ago. 2016                | Vitória Guimarães        | PL                       | 1          | 0          | TP+TL           | 0               | 0               |                    | -                  | -                  |             | -           | -           | 1      | 0      |
| Totale Vitoria Guimaraes | Totale Vitoria Guimaraes | Totale Vitoria Guimaraes | 48         | 13         |                 | 2               | 1               |                    | 2                  | 0                  |             | -           | -           | 52     | 14     |
| 2016-2017                | Paços Ferreira           | PL                       | 27         | 4          | TP+TL           | 0+3             | 0               |                    | -                  | -                  |             | -           | -           | 30     | 4      |
| Totale carriera          | Totale carriera          | Totale carriera          | 197        | 41         |                 | 17              | 4               |                    | 2                  | 0                  |             | -           | -           | 216    | 45     |